# Jan Krawiec
Jan Grzegorz Krawiec (ur. 15 marca 1909 w Bukowsku, zm. wiosną 1940 w Charkowie) – podporucznik rezerwy piechoty Wojska Polskiego, ofiara zbrodni katyńskiej.

## Życiorys
Syn Józefa, rolnika i Franciszki z domu Klimek z Bukowska. W 1930 ukończył Państwowej Gimnazjum Męskie im. Królowej Zofii w Sanoku. 
Następnie został powołany do odbycia służby wojskowej i po roku w 1931 ukończył dywizyjny kurs podchorążych rezerwy piechoty przy 17 pułku piechoty. W tym samym roku przeniesiony do rezerwy. Został przydzielony do 38 pułku piechoty Strzelców Lwowskich. W późniejszych latach odbywał ćwiczenia rezerwy w 4 pułku Strzelców Podhalańskich jako dowódca plutonu w 1938.
Wobec zagrożenia konfliktem, w 1939 został zmobilizowany, a po wybuchu II wojny światowej w okresie kampanii wrześniowej służył w szeregach batalionu ON „Żywiec”. Po agresji ZSRR na Polskę z 17 września 1939 i wkroczeniu do Lwowa, został aresztowany przez Sowietów. Był przetrzymywany w obozie w Starobielsku. Wiosną 1940 (przypuszczalnie 18 kwietnia) wraz z innymi jeńcami osadzonymi w Starobielsku został przewieziony do Charkowa i rozstrzelany przez funkcjonariuszy Obwodowego Zarządu NKWD w Charkowie oraz pracowników NKWD przybyłych z Moskwy na mocy decyzji Biura Politycznego KC WKP(b) z 5 marca 1940. Pogrzebano go potajemnie w bezimiennej mogile zbiorowej w Piatichatkach, gdzie od 17 czerwca 2000 mieści się oficjalnie Cmentarz Ofiar Totalitaryzmu w Charkowie. Figuruje na Liście Starobielskiej NKWD, pod poz. 1863.

## Upamiętnienie
Podczas „Jubileuszowego Zjazdu Koleżeńskiego b. Wychowanków Gimnazjum Męskiego w Sanoku w 70-lecie pierwszej Matury” 21 czerwca 1958 jego nazwisko zostało wymienione w apelu poległych w obronie Ojczyzny w latach 1939–1945 oraz na ustanowionej w budynku gimnazjum tablicy pamiątkowej poświęconej poległym i pomordowanym absolwentom gimnazjum.
W 1962 Jan Krawiec został upamiętniony wśród innych osób wymienionych na tablicy Mauzoleum Ofiar II Wojny Światowej na Cmentarzu Centralnym w Sanoku.
5 października 2007 minister obrony narodowej Aleksander Szczygło mianował go pośmiertnie na stopień porucznika. Awans został ogłoszony 10 listopada 2007 w Warszawie, w trakcie uroczystości „Katyń Pamiętamy – Uczcijmy Pamięć Bohaterów”.
Jan Krawiec został wymieniony na tablicy pamiątkowej, odsłoniętej 15 września 1996 na ogrodzeniu kościoła Podwyższenia Krzyża Świętego parafii pod tym samym wezwaniem w Bukowsku, honorującej ofiary walk i prześladowań z okresu II wojny światowej pochodzących z Bukowska i okolic (poza nim zostały upamiętnione trzy inne ofiary zbrodni katyńskiej: Stanisław Kowalik, Stanisław Chorążek i Władysław Wilecki).